# Resolutie 1569 Veiligheidsraad Verenigde Naties
Resolutie 1569 van de Veiligheidsraad van de Verenigde Naties werd op 22 oktober 2004 unaniem aangenomen door de VN-Veiligheidsraad. De resolutie besloot een aantal vergaderingen van de Veiligheidsraad in de Keniaanse hoofdstad Nairobi te houden.

## Inhoud
De Veiligheidsraad:
- Handelend in overeenstemming met artikel 28 (3) van het Handvest van de Verenigde Naties.

1. Beslist van 18 tot 19 november 2004 te vergaderen in Nairobi over het onderwerp: de rapporten van de secretaris-generaal over Soedan.
2. Beslist ook over Soedan te spreken met vertegenwoordigers van de Afrikaanse Unie en de Intergouvermentele Autoriteit en ook van de gelegenheid gebruik te maken om met hen over andere vredesinspanningen in de regio te spreken.
3. Beslist ook de regel op te schorten die zegt dat het verslag van een vergadering op de eerstvolgende werkdag beschikbaar moet zijn.

## Verwante resoluties
- Resolutie 308 Veiligheidsraad Verenigde Naties (1972)
- Resolutie 325 Veiligheidsraad Verenigde Naties (1973)

Lijst ·  1522 ·  1523 ·  1524 ·  1525 ·  1526 ·  1527 ·  1528 ·  1529 ·  1530 ·  1531 ·  1532 ·  1533 ·  1534 ·  1535 ·  1536 ·  1537 ·  1538 ·  1539 ·  1540 ·  1541 ·  1542 ·  1543 ·  1544 ·  1545 ·  1546 ·  1547 ·  1548 ·  1549 ·  1550 ·  1551 ·  1552 ·  1553 ·  1554 ·  1555 ·  1556 ·  1557 ·  1558 ·  1559 ·  1560 ·  1561 ·  1562 ·  1563 ·  1564 ·  1565 ·  1566 ·  1567 ·  1568 ·  1569 ·  1570 ·  1571 ·  1572 ·  1573 ·  1574 ·  1575 ·  1576 ·  1577 ·  1578 ·  1579 ·  1580